# Expedición británica al Everest de 1953

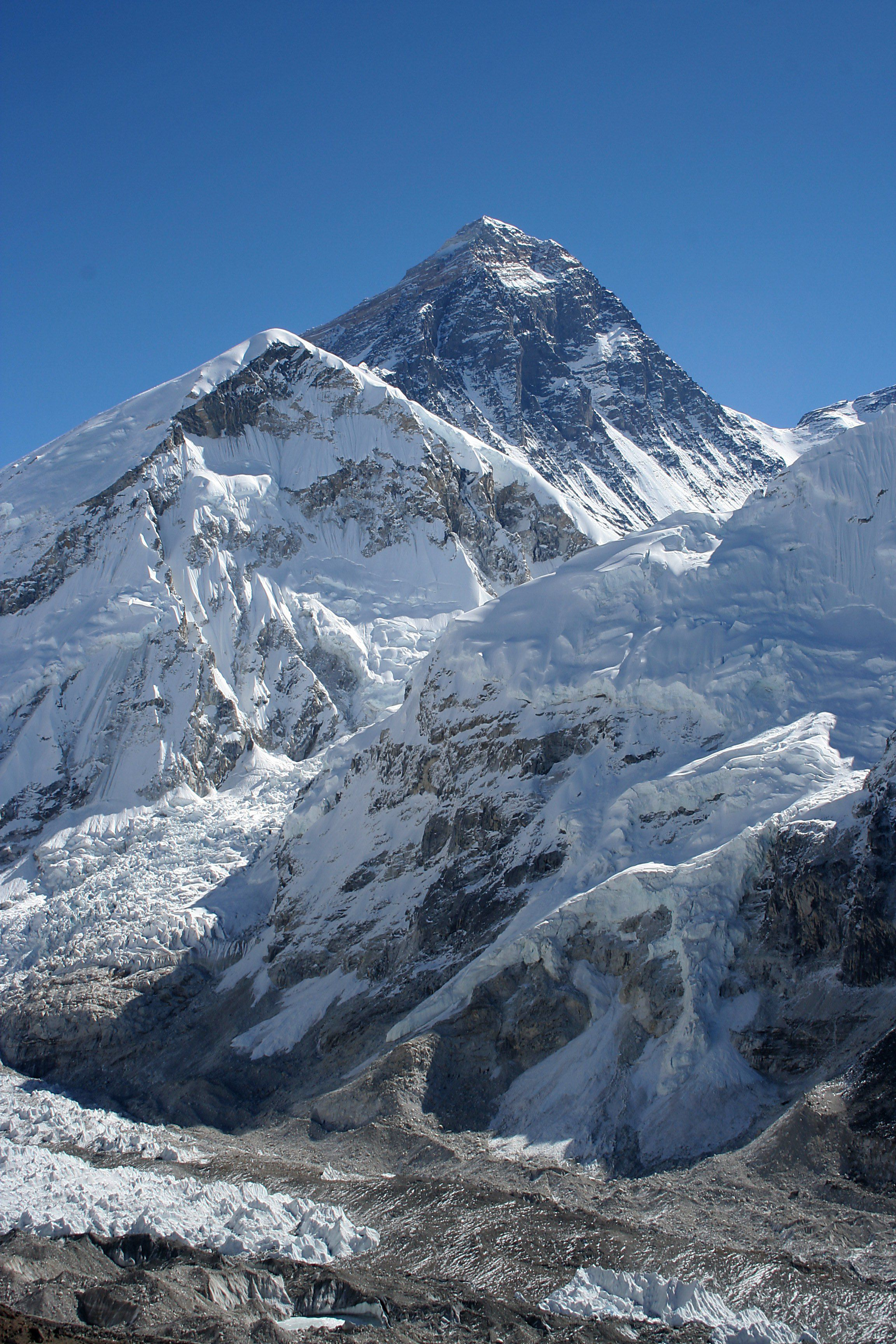
Monte Everest. El camino que tomaron los británicos comenzaba por encima de la cascada de hielo de Khumbu (que vierte sobre el valle del Silencio, no visible en la imagen), ascendía por una de las caras del Lhotse hasta alcanzar el Collado Sur (depresión nevada en el extremo derecho), acabando arriba en la arista sureste (línea del cielo de la parte derecha)

La expedición británica al Everest de 1953 fue la novena tentativa y la primera ascensión confirmada a la cima del Monte Everest, cuando Edmund Hillary y Tenzing Norgay alcanzaron la cumbre el viernes 29 de mayo de 1953. Dirigida por el coronel John Hunt, fue organizada y financiada por el Joint Himalayan Committee (Comité Conjunto del Himalaya). La noticia del éxito de los alpinistas llegó a Londres a tiempo para ser publicada en la mañana de la coronación de la reina Isabel II, el 2 de junio de 1953.

## Antecedentes
Identificada como la montaña más alta del mundo durante el 1850, el Everest se convirtió en un tema de gran interés durante la edad de oro del alpinismo, a pesar de que su altura hizo pensar que quizás nunca podría ser escalado.  En 1885, Clinton Thomas Dent sugirió en su obra "Above the Snow Line" (Por encima de la Línea de Nieve) que la ascensión podría ser posible.  Consideraciones prácticas (y la Primera Guerra Mundial) impidieron aproximaciones significativas hasta la década de 1920. En aquella época se le preguntó a George Mallory por sus motivos para subir la montaña, y contestó que quería subir al Everest "porque  estaba  allí", una frase que ha pasado a ser conocida como "las tres palabras más famosas del montañismo". La desaparición de Mallory en el Everest durante la expedición británica de 1924 quedó cubierta por el misterio durante 75 años, dando origen a uno de los relatos más populares de la historia del alpinismo.  
La mayoría de intentos tempranos de ascender al Everest se realizaron por su cara norte (lado tibetano), pero la revolución china de 1949, y la anexión subsiguiente del Tíbet provocó la clausura de aquella ruta. Los escaladores empezaron a considerar una aproximación por el lado nepalí. La expedición suiza al Everest de 1952, subiendo desde Nepal, logró alcanzar los 8595 m por la arista sureste, estableciendo un nuevo récord de altitud escalada.

### Liderazgo y preparaciones
Hunt, un coronel del Ejército Británico, formaba parte del personal del Cuartel General Supremo Aliado, cuando para su sorpresa, fue invitado por el Comité Conjunto del Himalaya integrado por el Club Alpino Británico y la Royal Geographical Society para dirigir la expedición británica al Everest de 1953. Se esperaba que Eric Shipton fuera el líder, porque había dirigido la expedición de reconocimiento al Monte Everest desde Nepal en 1951, así como el infructuoso intento de los británicos de ascender al Cho Oyu en 1952, de cuya expedición procedían la mayoría de los escaladores seleccionados. Sin embargo, el Comité había decidido que la experiencia de Hunt en el liderazgo militar, junto con sus credenciales como escalador, proporcionarían la mejor perspectiva de éxito. Los británicos se sintieron bajo una presión particular, ya que los franceses habían recibido permiso para montar una expedición similar en 1954, y los suizos otra en 1955, lo que significaba que los británicos no tendrían otra oportunidad en el Everest hasta 1956 o más tarde. Como escribió Shipton sobre su posición presentada al Comité el 28 de julio de 1952: "Mi conocida aversión a las grandes expediciones y mi repulsa al elemento competitivo en el montañismo podrían parecer fuera de lugar en la situación actual".  Esta declaración, según George Band, "selló el destino de Shipton".
Varios miembros de la expedición británica mantuvieron una fuerte lealtad a Shipton y no estaban nada contentos con que hubiera sido reemplazado. Charles Evans, por ejemplo, declaró: "Se ha dicho que Shipton carecía de instinto asesino, algo que no era precisamente malo bajo mi punto de vista." Edmund Hillary estaba entre la mayoría de aquellos opuestos al cambio, pero pronto quedó conquistado por la personalidad de Hunt y por su reconocimiento de que el cambio había sido mal gestionado. George Band recuerda al miembro del Comité Larry Kirwan, el Secretario/de Director de la Sociedad Geográfica Real, diciendo que "habían tomado la decisión correcta, pero en la peor manera posible".
Hunt escribió más adelante que el Comité Conjunto del Himalaya había encontrado la tarea de recaudar fondos para la expedición como todo un reto:

Una de las tareas principales del Comité Conjunto del Himalaya, además de las de concebir la idea de una expedición al Everest, buscar la aquiescencia política y decidir cuestiones organizativas en su preparación, es financiarla. Solo aquellos que han abordado esta tarea pueden apreciar completamente el trabajo y la ansiedad de recaudar fondos muy importantes para una empresa de esta naturaleza, coloreada como inevitablemente está en la mente del público por una sucesión de fracasos, sin otra seguridad financiera que la de los bolsillos de los propios miembros del comité.

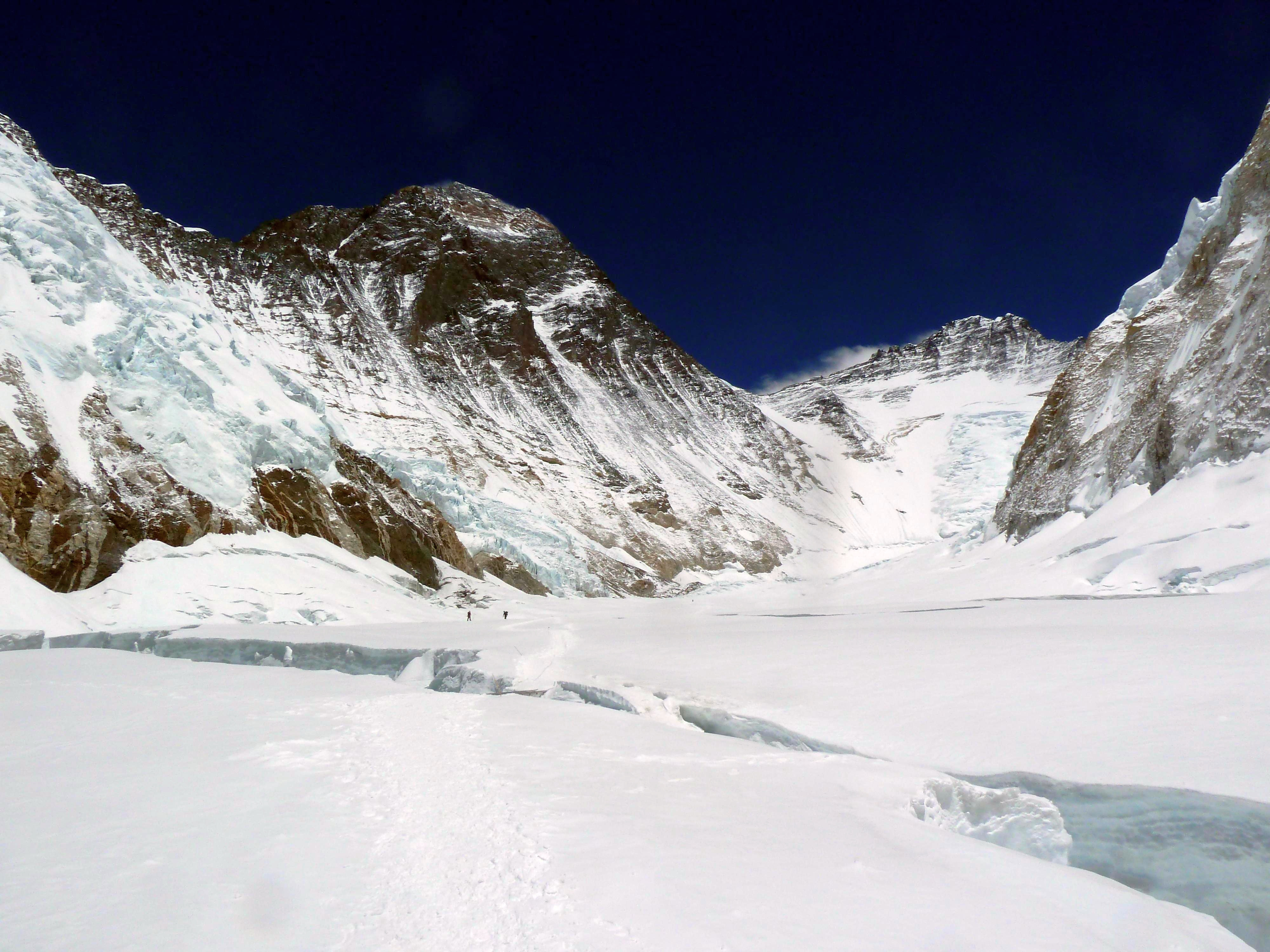
El Valle del Silencio, por encima de la Cascada de Hielo del Khumbu. Ascendiendo una cara del Lhotse (centro derecha) para alcanzar el Collado Sur (depresión en el centro), y con la Arista Sureste ascendiendo directamente hacia la cumbre del Everest

La partida inició el viaje hacia Nepal desde Tilbury, Essex, Inglaterra, a bordo del S.S. Stratheden,  que soltó amarras con dirección a Bombay el 12 de febrero, excepto el montañero Tom Bourdillon, el doctor Griffith Pugh, y Hunt, que padecía una infección gástrica. Evans y Alfred Gregory habían volado por adelantado a Katmandú el 20 de febrero para organizar los preparativos. Hillary y Lowe llegaron a Nepal desde Nueva Zelanda, Lowe por mar y Hillary por aire, mientras que sus "abejas (Hillary era apicultor de profesión) ya llevaban por entonces un año ocupadas". Además de que el viaje por mar fuera más barato, Hunt declaró que la razón principal para elegir el traslado en barco era "aprovechar la posibilidad que la vida en un barco nos proporcionaría para asentarnos como un equipo en condiciones ideales, alejados de incomodidades, urgencias o tensiones".
En Katmandú, la expedición fue acogida por el embajador británico, Christopher Summerhayes, quien habilitó habitaciones gracias al personal de la embajada, ya que allí no había ningún hotel disponible por entonces. A comienzos de marzo, veinte sherpas escogido por el Himalayan Club llegaron a Katmandú para ayudar a portear el equipo al Valle del Silencio y al Collado Sur. Estaban dirigidos por su sirdar, Tenzing Norgay, quien intentaba conquistar el Everest por sexta vez, y que era, según Band, "el sherpa mejor conocido y un escalador y alpinista de talla mundial". A pesar de que se le ofreció una cama en la embajada a Tenzing, estaba previsto que los restantes sherpas durmieran sobre el suelo del garaje de la embajada. Al día siguiente, orinaron delante de la embajada en señal de protesta por la falta de respeto con la que habían sido tratados.

## Expedición
La primera partida, junto con 150 porteadores, salió de Katmandú hacia el Monte Everest el 10 de marzo, seguida de la segunda partida con 200 porteadores el 11 de marzo.  Llegaron a Tengboche el 26 y el 27 de marzo respectivamente, y entre el 26 de marzo y el 17 de abril participaron en la aclimatación a la altitud.

### Campo Base
La "partida Cascada de Hielo" llegó al Campo Base, situado a 5455 m, el 12 de abril de 1953.  A continuación, se tomaron algunos días, como estaba previsto, para establecer una ruta a través de la Cascada de Hielo del Khumbu, y una vez que se hubo abierto, los equipos de sherpas movieron toneladas de suministros hasta el Campo Base.

### Asalto a la cumbre

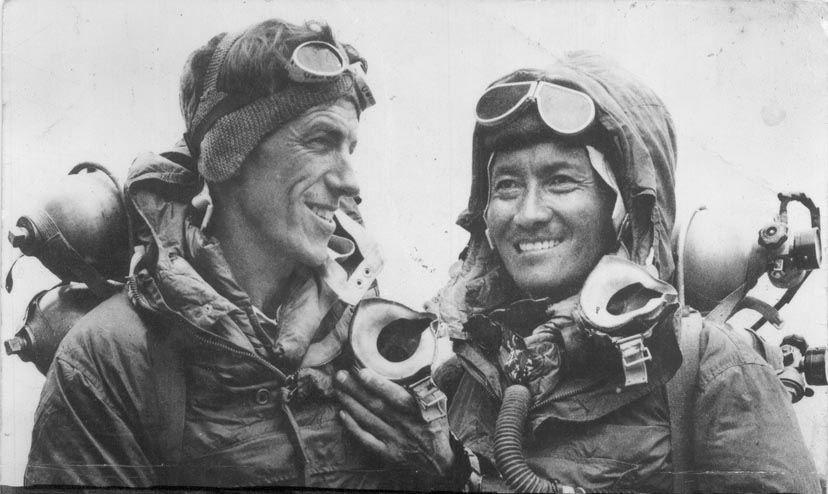
Edmund Hillary y Tenzing Norgay en 1953

Se crearon una serie de campamentos avanzados, que alcanzaron lentamente cotas cada vez más altas en la montaña.  El Campo II, a 5910 m, fue establecido por Hillary, Band y Lowe el 15 de abril; el Campo III, frente a la cascada de hielo, a 6150 m, el 22 de abril; y el Campo IV por Hunt, Bourdillon y Evans, el 1 de mayo. Estos tres escaladores hicieron un reconocimiento preliminar de la Cara del Lhotse el 2 de mayo, y el 3 de mayo establecieron el Campo V a 6705 m.  El 4 de mayo, Bourdillon y Evans, apoyados por Ward y Wylie, llegaron al Campo VI a 7010 m en la Cara del Lhotse, y poco menos de quince días después, el 17 de mayo, Wilfrid Noyce y Lowe establecieron el Campo VII a 7315 m.  Para el 21 de mayo, Noyce y el sherpa Annullu (el hermano menor de Tenzing) habían llegado al Collado Sur, a poco menos de 7925 m. La primera de las dos parejas de escalada previamente seleccionadas por Hunt, Tom Bourdillon y Charles Evans, partió para la cumbre el 26 de mayo utilizando oxígeno de circuito cerrado y logró con éxito el primer ascenso hasta los 8750 m, alcanzando la Cumbre Sur y quedándose a poco más de 100 m de la cumbre final. Se vieron obligados a regresar después de agotarse, derrotados por problemas con el equipo de oxígeno y la falta de tiempo.  El 27 de mayo, la expedición realizó su segundo y último asalto a la cumbre con la segunda pareja de escalada, el neozelandés Edmund Hillary y el sherpa nepalí Tenzing Norgay. Norgay había ascendido previamente a un punto récord en el Everest como miembro de la expedición suiza de 1952.  Llegaron a la cima a las 11:30 a. m.  el 29 de mayo de 1953, ascendiendo por la ruta del Collado Sur. Antes de descender, permanecieron en la cumbre el tiempo suficiente para tomar fotografías y enterrar algunos dulces y una pequeña cruz en la nieve. Al regresar de la cima, las primeras palabras de Hillary a George Lowe fueron: "Bueno, George, tumbamos al bastardo".

### Noticia del evento
James Morris, el corresponsal en el lugar del periódico The Times, escuchó las noticias en el Campo Base el 30 de mayo y envió un mensaje codificado utilizando un mensajero a Namche Bazaar, donde se usó un transmisor inalámbrico para enviarlo como un telegrama a la Embajada Británica en Katmandú. La conquista del Everest fue probablemente la última noticia importante entregada al mundo por un mensajero a pie. El mensaje codificado de Morris para su artículo decía: "Malas Condiciones de Nieve (·) Base Avanzada Abandonada Ayer (·) Esperando una Mejora".  "Malas Condiciones de Nieve" fue el código acordado para indicar que se había alcanzado la cumbre, mientras que "Base Avanzada Abandonada" se refería a Hillary (la frase de Evans era "Campamento Cresta Insostenible" y "Asalto Aplazado" correspondía a Westmacott).  Esto fue recibido e interpretado correctamente en Londres a tiempo para que la noticia fuera publicada, por casualidad, en la mañana de la coronación de la reina Isabel II, el 2 de junio de 1953.

## Acontecimientos posteriores
Al regresar a Katmandú unos días después, la expedición se enteró de que Hillary y Hunt ya habían sido nombrados Caballeros de la Orden del Imperio Británico por sus esfuerzos. El 22 de junio, el gobierno de Nepal ofreció una recepción a los miembros de la expedición en la que la anciana reina del país le entregó a Tenzing una bolsa con diez mil rupias, que en ese momento eran aproximadamente unas 500 libras. Hillary y Hunt recibieron kukris con vainas enjoyadas, mientras que los otros miembros recibieron cofres enjoyados. El mismo día, el gobierno de la India anunció la creación de una nueva Medalla de Oro, un premio al valor civil inspirado en la Medalla de Jorge, de la cual Hunt, Hillary y Tenzing serían los primeros destinatarios.  El 7 de junio, se anunció que la reina Isabel II deseaba reconocer el logro de Tenzing, y el 1 de julio, desde el 10 de Downing Street se anunció que, tras consultar con los gobiernos de India y Nepal, la Reina había aprobado la concesión de la medalla de Jorge para Tenzing.  Algunos comentaristas han visto este honor menor como un reflejo del "pequeño fanatismo" del establishment británico en ese momento, aunque muchos otros indios y nepalíes habían recibido el título de caballero y se ha sugerido que el primer ministro indio, Jawaharlal Nehru, rechazó el permiso para que Norgay fuese nombrado caballero.  Hunt recibió su título de caballero en julio de 1953, a su regreso a Londres.
Otros honores continuaron recayendo sobre los miembros de la expedición: la Medalla Hubbard de la National Geographic Society, que nunca antes había sido otorgada en equipo, aunque también se dieron medallas individuales en bronce para Hunt, Hillary y Tenzing; la Medalla Geográfica Cullum de la Sociedad Geográfica Americana, la Medalla del Fundador de la National Geographic Society; la Medalla Lawrence de la Royal Asia Central Society; y títulos honorarios de las universidades de Aberdeen, de Durham y de Londres. En la lista de Honores de Año Nuevo de 1954, George Lowe fue nombrado Comandante de la Orden del Imperio Británico por ser miembro de la expedición.
El camarógrafo de la expedición, Tom Stobart, produjo una película llamada The Conquest of Everest, que se presentó más adelante en 1953.
Aunque Hillary y Tenzing presentaron su triunfo como parte de un esfuerzo de equipo de toda la expedición, hubo una especulación intensa sobre cuál de los dos hombres había sido el primero en poner un pie en la cima del Everest. En Katmandú, una gran pancarta representaba a Tenzing tirando de un Hillary "semiconsciente" hasta la cima.  Tenzing finalmente terminó con las especulaciones al revelar que Hillary había sido el primero en la cima. Después de esto, el mismo Hillary escribió que tras su ascenso del Paso de Hillary de 12 metros, justo debajo de la cima: 

Continué, cortando constantemente y superando protuberancia tras protuberancia y cornisa tras cornisa buscando ansiosamente la cumbre. Parecía imposible alcanzarla y el tiempo se estaba acabando. Finalmente, corté la parte de atrás de un bulto muy grande y luego, atado con una cuerda de Tenzing, subí una suave arista de nieve hasta su parte superior. Inmediatamente fue obvio que habíamos alcanzado nuestro objetivo. Eran las 11.30 a.m. y estábamos en la cima del Everest.

Shipton comentó sobre el ascenso exitoso: "Gracias a Dios. Ahora podremos continuar escalando normalmente de nuevo".

## Participantes de la expedición
Los participantes de la expedición fueron seleccionados por sus cualificación como montañeros y también por su experiencia en la prestación de una serie de otras habilidades necesarias y servicios de apoyo. El impacto de Griffith Pugh a menudo se pasa por alto. Mejoró actividades como la hidratación y la absorción de oxígeno, posibilitando los esfuerzos sostenidos de los alpinistas. Sus ideas revolucionaron casi todos los aspectos del montañismo británico de gran altitud, transformando la actitud de los escaladores respecto al oxígeno, la ropa que llevaban, su equipo, la ingesta de líquidos y la aclimatación. Si bien la mayoría eran del propio Reino Unido, también procedían de otros países del Imperio Británico y de la Comunidad de Naciones.  Curiosamente, el líder de la expedición, Hunt, había nacido en la India.
| Nombre             | Función                                | Profesión                         | Edad en la época de la selección (1 de noviembre de 1952) |
| ------------------ | -------------------------------------- | --------------------------------- | --------------------------------------------------------- |
| John Hunt          | Líder de la expedición y montañero     | Coronel del Ejército Británico    | 42                                                        |
| Charles Evans      | Jefe de expedición adjunto y montañero | Médico                            | 33                                                        |
| George Band        | Alpinista                              | Licenciado en geología            | 23                                                        |
| Tom Bourdillon     | Alpinista                              | Físico                            | 28                                                        |
| Alfred Gregory     | Alpinista                              | Director de una agencia de viajes | 39                                                        |
| Wilfrid Noyce      | Alpinista                              | Maestro y escritor                | 34                                                        |
| Griffith Pugh      | Médico y montañero                     | Fisiólogo                         | 43                                                        |
| Tom Stobart        | Cameraman y montañero                  | Camarógrafo                       | 38                                                        |
| Michael Ward       | Médico de la expedición y montañero    | Médico                            | 27                                                        |
| Michael Westmacott | Alpinista                              | Estadístico                       | 27                                                        |
| Charles Wylie      | Secretario organizador y montañero     | Militar                           | 32                                                        |
| Edmund Hillary     | Alpinista                              | Apicultor                         | 33                                                        |
| George Lowe        | Alpinista                              | Maestro                           | 28                                                        |
| Tenzing Norgay     | Montañero y guía                       |                                   | 38                                                        |
| Sherpa Annullu     | Montañero y guía.                      |                                   |                                                           |

Los montañeros fueron acompañados por Jan Morris (conocido en su momento con el nombre de James Morris), el corresponsal del periódico The Times de Londres, y por 362 porteadores, de modo que la expedición al final ascendió a más de cuatrocientos hombres, entre ellos veinte guías sherpas del Tíbet y de Nepal, con un peso total de 4500 kg  de equipo y víveres.

## Lecturas relacionadas
- John Hunt, The Ascent of Everest (London: Mountaineers' Books, 1953, ISBN 0-89886-361-9); American edition called The Conquest of Everest
- Wilfrid Noyce, South Col: One Man's Adventure on the Ascent of Everest (London: William Heinemann, 1954)
- Edmund Hillary, High Adventure (London: Hodder & Stoughton, 1955); later reissued as High Adventure: The True Story of the First Ascent of Everest (ISBN 0-19-516734-1)
- James Morris, Coronation Everest (London: Faber, 1958)
- Tom Stobart, Adventurer's Eye (Long Acre and London: Odham's Press, 1958)
- Edmund Hillary, View from the Summit: The Remarkable Memoir by the First Person to Conquer Everest (2000)
- George Band, Everest: 50 Years on Top of the World (Mount Everest Foundation, Royal Geographical Society and the Alpine Club, 2003)
- Mick Conefrey, Everest 1953: The Epic Story of the First Ascent (London: Oneworld, 2012)
- George Lowe and Huw Lewis-Jones, The Conquest of Everest: Original Photographs from the Legendary First Ascent (London: Thames and Hudson, 2013)
- Harriet Tuckey, Everest: The First Ascent – How a Champion of Science Helped to Conquer the Mountain (Guilford, CT: Lyons Press, 2013 ISBN 978-07627-9192-7)
- Harriet Tuckey: Everest : the first ascent; the untold story of Griffith Pugh, the man who made it possible, London [u.a.] : Rider Books, 2013, ISBN 978-1-84604-348-2